# Bulli Beach
Bulli Beach är en strand i Australien.   Den ligger i regionen Wollongong och delstaten New South Wales, i den sydöstra delen av landet.